# Rally Villa de Llanes de 1982
El Rally Villa de Llanes de 1982, oficialmente 6.º Rally Villa de Llanes, fue la sexta edición y la decimocuarta cita de la temporada 1982 del Campeonato de España de Rally. Se celebró del 12 al 13 de junio y contó con un itinerario de dieciocho tramos que sumaban un total de 206 km cronometrados.

## Itinerario
| Día   | Tramo | Nombre            | Ganador        |
| ----- | ----- | ----------------- | -------------- |
| Día 1 | TC1   | Río de Las Cabras | Beny Fernández |
| Día 1 | TC2   | Labra             | Beny Fernández |
| Día 1 | TC3   | Cardoso           | Beny Fernández |
| Día 1 | TC4   | Río de Las Cabras | Beny Fernández |
| Día 1 | TC5   | Labra             | Genito Ortiz   |
| Día 1 | TC6   | Cardoso           | Genito Ortiz   |
| Día 1 | TC7   | Río de Las Cabras | Beny Fernández |
| Día 1 | TC8   | Labra             | Beny Fernández |
| Día 1 | TC9   | Cardoso           | Genito Ortiz   |
| Día 2 | TC10  | Fito              | Beny Fernández |
| Día 2 | TC11  | Estrecha          | Genito Ortiz   |
| Día 2 | TC12  | Collada de Moandi | Genito Ortiz   |
| Día 2 | TC13  | Fito              | Genito Ortiz   |
| Día 2 | TC14  | Estrecha          | Genito Ortiz   |
| Día 2 | TC15  | Collada de Moandi | Genito Ortiz   |
| Día 2 | TC16  | Fito              | Beny Fernández |
| Día 2 | TC17  | Estrecha          | Genito Ortiz   |
| Día 2 | TC18  | Collada de Moandi | Genito Ortiz   |

## Clasificación final
| Pos. | Piloto                  | Copiloto               | Automóvil            | Tiempo  | Diferencia |
| ---- | ----------------------- | ---------------------- | -------------------- | ------- | ---------- |
| 1.   | Genito Ortiz            | María Jesús Cabal      | Renault 5 Turbo      | 2:40:12 | 0.0        |
| 2.   | Beny Fernández          | José Luis Sala         | Porsche 911 SC       | 2:42:49 | +2:37      |
| 3.   | Pablo de Sousa          | Pedro García           | Fiat 131 Abarth      | 2:50:12 | +10:00     |
| 4.   | José Bernardo Pino      | José Luis Escotet      | Ford Fiesta XR2 Mk1  | 2:59:42 | +19:30     |
| 5.   | Ricardo Muñoz           | José López Orozco      | Citroën Visa Trophée | 3:02:42 | +22:30     |
| 6.   | José Masdeu             | María Dolores Guerrero | Ford Fiesta XR2 Mk1  | 3:03:27 | +23:15     |
| 7.   | José María López-Trueba | Alicia Planelles       | Ford Fiesta XR2 Mk1  | 3:06:26 | +26:14     |
| 8.   | Joaquím González        | Santiago Marcos        | SEAT 124-2100        | 3:06:35 | +26:23     |
| 9.   | «Fino»                  | «Tony»                 | SEAT 124-2000        | 3:08:40 | +28:28     |
| 10.  | Faustino Ontiveros      | Vicente García         | SEAT 124-1800        | 3:09:01 | +28:49     |